# Barschel – Mord in Genf?
Barschel – Mord in Genf? ist ein deutscher Politthriller der Regisseure Uwe Boll und Frank Lustig aus dem Jahr 1993. Der Film handelt von Theorien um den Selbstmord oder die mögliche Ermordung des Politikers Uwe Barschel.

## Handlung
Dr. Otto Parzer ist ein erfolgloser Kunstfilmregisseur. Sein neuer Film soll den Tod von Uwe Barschel behandeln. Er besucht seinen alten Freund Wittmeyer, der Fernsehserien und Komödien für das Kino produziert. Wittmeyer zeigt kein Interesse, Parzers Film zu produzieren. Weil sich jedoch ein Termin verschiebt, diskutieren er, sein Assistent Bernke und Parzer über den Tod von Uwe Barschel. Parzer weist auf Ungereimtheiten und mögliche Verstrickungen der Waffenindustrie hin. Gemeinsam rekonstruieren sie die letzten Stunden von Uwe Barschel, die Geschehnisse in dem Hotel Beau-Rivage und die Aussagen der Stern-Reporter, die Barschels Leiche gefunden haben. 
In dem Verlauf des Gespräches fragt Wittmeyer immer wieder, wie ein Film über Uwe Barschel ein kommerzieller Erfolg werden könne. Parzer hinterfragt daraufhin die Gewohnheiten der Kinogänger und die deutsche Filmförderung.
Aus Angst, die Aufmerksamkeit von Barschels möglichen Mördern auf sich zu ziehen, entscheidet sich Wittmeyer am Ende dagegen, den Film zu produzieren. Stattdessen dreht er eine harmlose Komödie, die ein großer Erfolg wird, während Parzer nur noch Auftragsarbeiten erhält.

## Hintergrund
Barschel – Mord in Genf? war der zweite Film, den Uwe Boll und Frank Lustig über die BOLU Filmproduktion herstellten und verliehen. Da sie keine Filmförderung erhielten, wurde er von privaten Investoren finanziert.
Die Dreharbeiten fanden vom 3. bis 27. Oktober 1992 in Köln, Essen, Düsseldorf und Genf statt.

## Kritik
Das Lexikon des internationalen Films kritisierte die Produktion als „[f]ilmisch dilettantisch [...]“, es handle sich um ein mit „erhobenem Zeigefinger vorgetragene[s] Thesen-Stück“.

## Belege
1. ↑  Barschel – Mord in Genf? In: Lexikon des internationalen Films. Filmdienst, abgerufen am 20. Januar 2016.